# Ножкин, Михаил Иванович
Михаи́л Ива́нович Но́жкин (род. 19 января 1937, Москва, РСФСР, СССР) — советский и российский актёр театра и кино, поэт, поэт-песенник, музыкант, народный артист РСФСР (1980). Член Союза кинематографистов СССР (1973), член Союза писателей России.
Почётный гражданин Ржева (2008).

## Биография

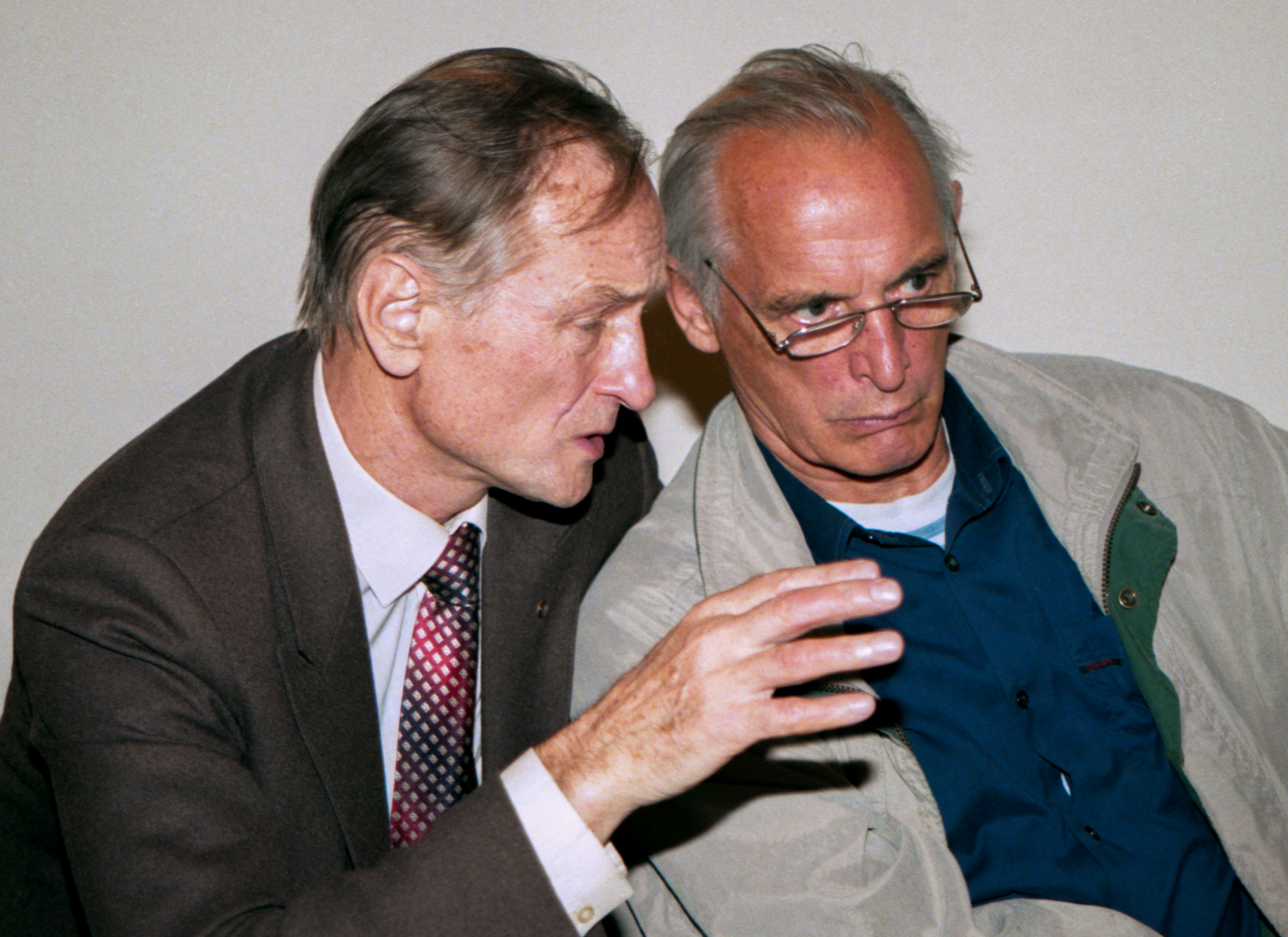
Михаил Ножкин беседует с Василием Лановым, октябрь 2001 года, автор фото: Лев Медведев

Родился в семье Ивана Петровича (1906—1961), участника Великой Отечественной войны, и Клавдии Гавриловны (1910—1988) Ножкиных. Окончил строительный техникум Моссовета. В 1961 году окончил Театральную студию эстрадных искусств Московского театра эстрады, в том же году был принят в труппу.
Участник первого выпуска передачи «Голубой огонёк» (1962). В кино начал сниматься с 1967 года, дебютировав в музыкальном фильме «На два часа раньше». 
Автор текстов песен к нескольким кинофильмам («Золотые рога», «Финист — Ясный сокол» А. А. Роу и другие). Сочиняет также музыку на свои стихи. Получили широкую популярность песни на его слова — такие, как:
- «Бессмертный полк» (1975 год);
- «Последний бой»;
- «Снова быт, или Как я женюсь»;
- «А на кладбище всё спокойненько»;
- «Открытое письмо другу Васе, с которым учился в одном классе»;
- «Школьные частушки»;
- «Дело было вечером»;
- «Последняя электричка»;
- «Девчонка-проказница»;
- «Честно говоря»;
- «Я люблю тебя, Россия»;
- «Образованные просто одолели»;
- «Под городом Ржевом»;
- «Нам нового начальника назначили»;
- и другие.

Но самой известной песней в его исполнении стала «Я в весеннем лесу пил берёзовый сок» (автор Евгений Агранович), которую Ножкин первым исполнил для широкой аудитории в популярном советском политическом детективе «Ошибка резидента» — в его второй части «Возвращение Бекаса» (1968).
С 2020 года — первый заместитель Председателя Правления Союза писателей России.  С 2015 года — почётный член Союза писателей ДНР.

## Семья
Жена (брак с 1959 до 2004 года) — Лариса Лаврентьевна Голубина (1920—2004). Была заведующей литературной частью Театра Эстрады. 
- Приёмный сын — Дмитрий Владимирович Голубин (1949—2006), актёр.
- Внебрачный сын — Михаил Колосов (род. в 1981) от актрисы Валентины Михайловны Колосовой (1947—2015), познакомились на съёмках многосерийного телефильма «Хождение по мукам».

## Общественная деятельность, политические взгляды

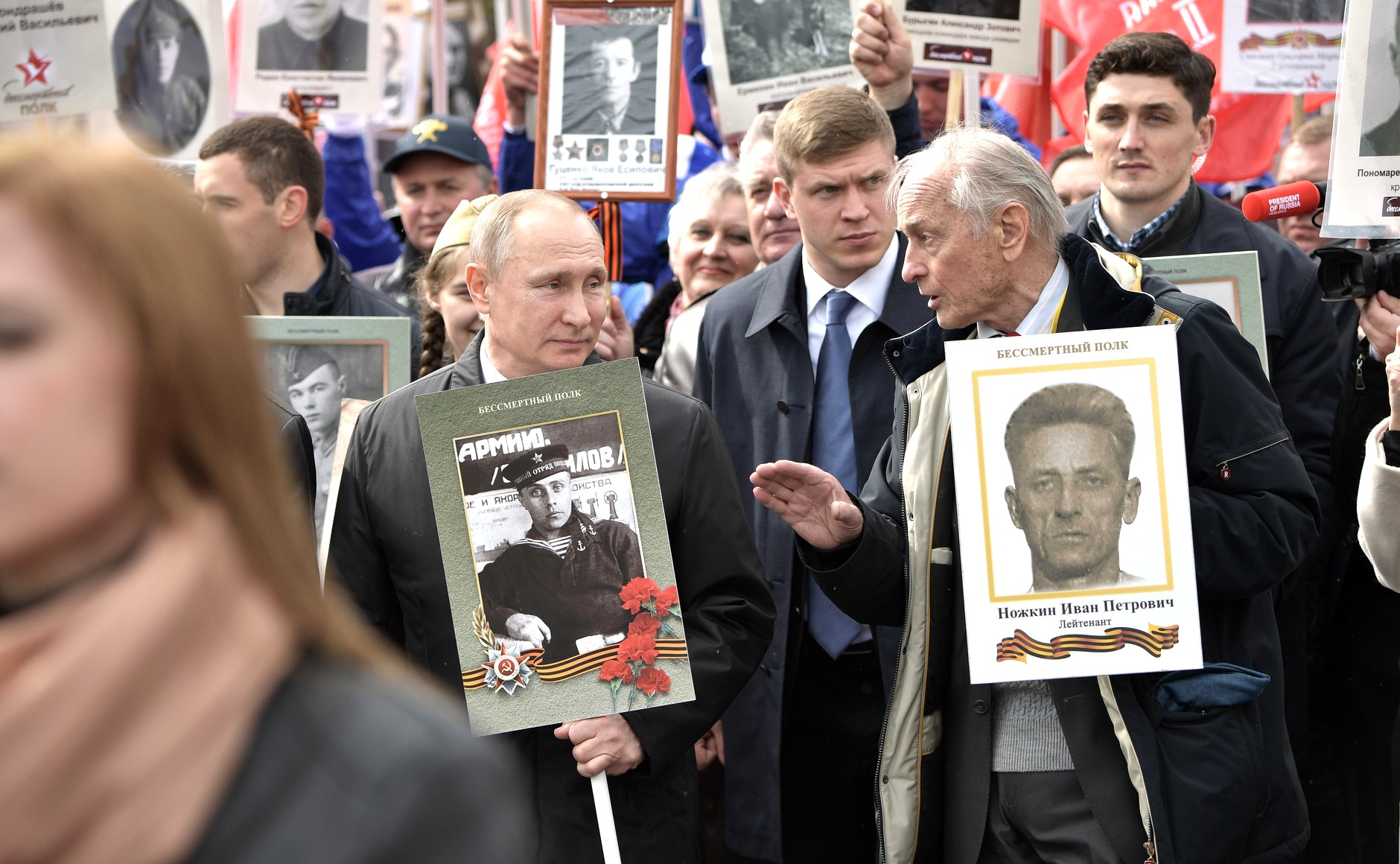
С портретом своего отца на шествии Бессмертного полка. Москва, Красная площадь, 9 мая 2017 года

Михаил Ножкин активно занимается общественной жизнью. Известен резкой критикой поэтов Андрея Вознесенского и Евгения Евтушенко. В публичных выступлениях не раз критиковал реформы Михаила Горбачёва.
Член редакционного совета радиогазеты «Слово». Является сторонником КПРФ. Член редакционного совета газеты «Прогноз развития», регулярно публикующий публицистические произведения и стихи в этом издании.
Входит в состав Общественного совета при Следственном комитете Российской Федерации.
Член Центрального штаба движения «Бессмертный полк России».
В марте 2022 года подписал обращение в поддержку военного вторжения России на Украину.

## Роли в кино
1. 1967 — На два часа раньше — тренер «моржей»
2. 1968 — Ошибка резидента — Павел Синицын («Бекас»)
3. 1969 — Каждый вечер в одиннадцать — сомнолог Станислав Николаевич Николаев
4. 1969 — У озера — Яковлев
5. 1970 — Судьба резидента — Павел Синицын («Бекас»)
6. 1971 — Освобождение: Битва за Берлин — лейтенант Ярцев
7. 1971 — Освобождение: Последний штурм — лейтенант Ярцев
8. 1972 — Земля, до востребования — Василий Цветков
9. 1973 — Надежда — Глеб Кржижановский
10. 1975 — Военные сороковые
11. 1977 — Хождение по мукам — Вадим Рощин
  1. 1977 Война | 3-я серия
  2. 1977 Четверо | 4-я серия
  3. 1977 Разлом | 5-я серия
  4. 1977 Телегин | 6-я серия
  5. 1977 Катя | 7-я серия
  6. 1977 Рощин | 9-я серия
  7. 1977 Полночь | 10-я серия
  8. 1977 Ожидание | 11-я серия
  9. 1977 Хмурое утро | 13-я серия
12. 1980 — Юность Петра — князь Борис Голицын
13. 1980 — В начале славных дел — князь Борис Голицын
14. 1984 — «Стратегия победы» (документальный) — ведущий журналист
15. 1985 — Одиночное плавание — майор Шатохин, командир подразделения морской пехоты на борту БПК № 703 «Очаков»
16. 1985 — Вариант «Зомби» — лейтенант Иван Трофимович Сырцов

## Награды
- Орден «Знак Почёта».
- Медаль «За особый вклад в развитие Кузбасса» I степени.
- Заслуженный артист РСФСР (4 сентября 1974).
- Заслуженный деятель культуры Польши (1975).
- Народный артист РСФСР (23 апреля 1980).
- Государственная премия РСФСР имени братьев Васильевых (1982) — за сценарий документального фильма «Ради жизни на Земле».
- Орден преподобного Сергия Радонежского III степени (РПЦ, 2001)[8].
- «Большая литературная премия России» СП России, премия «На благо России» (2007) — за многолетнее служение отечественной литературе.
- Национальная премия «Имперская культура» имени Эдуарда Володина (2006) год. В номинации «Поэзия» — за стихи и песни последних лет.
- Орден Почёта (30 марта 2007) — за заслуги в области культуры и искусства, многолетнюю плодотворную деятельность[9].
- Орден «За заслуги перед Отечеством» IV степени (28 июля 2011) — за большие заслуги в развитии отечественной культуры и искусства, многолетнюю плодотворную деятельность[10].
- Орден святого благоверного князя Даниила Московского I степени (РПЦ, 2012) — во внимание к трудам по сохранению духовно-нравственных ценностей в обществе и в связи с 75-летием со дня рождения[11].
- Премия ФСБ России в номинации «Музыкальное искусство» (2014) — за цикл авторских песен о работе сотрудников органов безопасности и личный творческий вклад в патриотическое воспитание российских граждан.
- Орден преподобного Серафима Саровского I степени (5 февраля 2017) — во внимание к трудам, направленным на утверждение традиционных ценностей в отечественной культуре, и в связи с 80-летием со дня рождения[12].
- Орден Александра Невского (15 июля 2022) — за большой вклад в развитие отечественной культуры и искусства, многолетнюю плодотворную деятельность[13].

## Книги
- Ножкин М. Будь Человеком: Избранное. — М.: Вече, 2014. — 512 с. — ISBN 978-5-4444-0369-3.
- Ножкин М. Точка опоры: Избранное. — М.: Вече, 2013. — 672 с. — ISBN 978-5-4444-0629-8.

## Дискография
- 1971 — Михаил Ножкин — Последний бой (из к/ф «Освобождение»)
- 1986 — Михаил Ножкин — Песни разных лет («Мелодия» С60 24823 005)
- 1997 — Юбилейный творческий вечер в концертном зале имени Чайковского, в связи с 60-летием поэта
- 1998 — Время Русь собирать!
- 1999 — Люди добрые
- 2000 — Странный сон